# Allting är Herrens
Allting är Herrens är en psalm vars text är skriven av Lars Westberg och musiken är skriven av Lars Westberg och Jakob Petrén.

## Publicerad som
- Nr 809 i Psalmer i 2000-talet under rubriken "Verklighetsuppfattning, tillvaron som Guds skapelse".